# Bless the Child
Bless the Child je singl od finské kapely Nightwish.

## Seznam skladeb

### Spinefarm verse
1. „Bless The Child“ (edit)
2. „Bless The Child“ (original)
3. „Lagoon“

### Drakkar verse
1. „Bless The Child“
2. „Lagoon“
3. „The Wayfarer“

### Limited Edition MCD
1. „Bless The Child“ - 6:16
2. „The Wayfarer“ - 3:27
3. „Come Cover Me“ (live) - 4:55
4. „Dead Boy's Poem“ (live) - 6:50
5. „Once Upon A Troubadour“ - 5:20
6. „A Return To The Sea“ - 5:51
7. „Sleepwalker“ (heavy version) - 3:10
8. „Nightquest“ - 4:17